# Vladimir Karpov
Vladimir Vasiljevitsj Karpov (Russisch: Владимир Васильевич Карпов) (Orenburg, 28 juli 1922 - Moskou, 19 januari 2010) was een Sovjet-Russisch schrijver en militair.
Karpov doorliep de militaire academie van Tasjkent en was tevens bokskampioen in het middengewicht. Hij kwam in 1942 terecht bij een strafbataljon aan het Kalininfront. Wegens betoonde moed werd hij in 1943 gerehabiliteerd en in 1944 uitgeroepen tot Held van de Sovjet-Unie.
Na de oorlog ging Karpov naar de militaire academie van Froenze (in 1947) en hij diende in Centraal-Azië. Hij sloot in 1966 zijn loopbaan als regimentscommandant en stafchef van een divisie af.
Karpov begon met schrijven in 1945. In 1954 volgde hij een schriftelijke cursus aan het "Maxim Gorky-instituut". Sinds 1966 was hij redacteur van het tijdschrift Oktyabr in Oezbekistan en tussen 1981 en 1986 van "Novy Mir". In de periode 1986-1991 was hij eerste secretaris van de Bond van Sovjetschrijvers.
Tussen 1984 en 1989 was Karpov lid van de Opperste Sovjet. In 1986 werd hij lid van het Centraal Comité van de Communistische Partij van de Sovjet-Unie.